# Liga Nacional de Voleibol Feminino de 1993-94
A Liga Nacional de Voleibol Feminino de 1993-94, foi a sexta edição da competição nacional de clubes  com esta nomenclatura, representou também a décima sexta edição do Campeonato Brasileiro de Clubes de Voleibol, cujo torneio foi realizado entre 3 de outubro de 1993, com duração de seis meses, finalizado em 22 de março de 1994 por doze equipes representando cinco estados.

## Participantes
As doze equipes que participaram desta edição foram:
 Tijuca TC, Rio de Janeiro/RJ

 AA Rio Forte, Rio de Janeiro/RJ

 EC Pinheiros, São Paulo/SP

 Ponta-LagoaLagoa, Ponta Grossa/PR

 Santa Rita, Santa Rita do Sapucaí/MG

 Juiz de Fora, Juiz de Fora/MG

 Minas TC, Belo Horizonte/MG

 ADBCN Guarujá, Guarujá/SP

 Leite Moça, Sorocaba/SP

 São Caetano Voleibol, São Caetano do Sul/SP

 Nossa Caixa/Recra, Ribeirão Preto/SP

 Sogipa, Porto Alegre/RS

## Primeiro Turno

### Primeira rodada
| 3 de outubro de 1993 | AA Rio Forte | 3 — 0                   | São Caetano Voleibol | Rio de Janeiro |
| 3 de outubro de 1993 | 15 17 15     | Set 1 Set 2 Set 3 Set 4 | 9 15 11              | Rio de Janeiro |

| 3 de outubro de 1993 | Minas | 3 — 0                   | Santa Rita | Arena Minas, Belo Horizonte |
| 3 de outubro de 1993 | 15    | Set 1 Set 2 Set 3 Set 4 | 7 4 2      | Arena Minas, Belo Horizonte |

| 3 de outubro de 1993 | Nossa Caixa/Recra | 3 — 0                   | Tijuca | Ribeirão Preto |
| 3 de outubro de 1993 | 15                | Set 1 Set 2 Set 3 Set 4 | 7 6 9  | Ribeirão Preto |

### Segunda rodada
| 6 de outubro de 1993 | Juiz de Fora | 0 — 3             | Santa Rita | Juiz de Fora |
| 6 de outubro de 1993 | 7 9 6        | Set 1 Set 2 Set 3 | 15         | Juiz de Fora |

| 6 de outubro de 1993 | Tijuca/Lacerda Máquinas | 1 — 3                   | São Caetano Voleibol | Ginásio do Tijuca Tênis Clube,Rio de Janeiro |
| 6 de outubro de 1993 | 11 7 15 6               | Set 1 Set 2 Set 3 Set 4 | 15 8 15              | Ginásio do Tijuca Tênis Clube,Rio de Janeiro |

| 6 de outubro de 1993 | AA Rio Forte | 1 — 3                   | Nossa Caixa/Recra | Rio de Janeiro |
| 6 de outubro de 1993 | 15 14 13 15  | Set 1 Set 2 Set 3 Set 4 | 2 16 15 17        | Rio de Janeiro |

| 6 de outubro de 1993 | Minas | 3 — 1                   | BCN Guarujá | Arena Minas, Belo Horizonte |
| 6 de outubro de 1993 | 6 15  | Set 1 Set 2 Set 3 Set 4 | 15 6 9 6    | Arena Minas, Belo Horizonte |

| 6 de outubro de 1993 | Ponta-Lagoa | 0 — 3             | Leite Moça | Ginásio Municipal Gualberto Moreira, Sorocaba |
| 6 de outubro de 1993 | 3 5 4       | Set 1 Set 2 Set 3 | 15         | Ginásio Municipal Gualberto Moreira, Sorocaba |

| 6 de outubro de 1993 | Sogipa    | 1 — 3                   | EC Pinheiros | Ponta Grossa |
| 6 de outubro de 1993 | 2 15 11 4 | Set 1 Set 2 Set 3 Set 4 | 15 9 15      | Ponta Grossa |

## Final

### Primeira partida
| 5 de março de 1994 20:00 TV Bandeirantes | Nossa Caixa/Recra | 3 — 1             | ADBCN Guarujá | Ginásio da Cava do Bosque,Ribeirão Preto |
| 5 de março de 1994 20:00 TV Bandeirantes | 15 11 15          | Set 1 Set 2 Set 3 | 5 6 15 13     | Ginásio da Cava do Bosque,Ribeirão Preto |

### Segunda partida
| 8 de março de 1994 | ADBCN Guarujá | 1 — 3                   | Nossa Caixa/Recra | Ginásio Municipal Guaibê,, Guarujá |
| 8 de março de 1994 | 9 16 2 8      | Set 1 Set 2 Set 3 Set 4 | 15 14 15          | Ginásio Municipal Guaibê,, Guarujá |

### Terceira partida
| 13 de março de 1994 17:00 | ADBCN Guarujá | 3 — 0             | Nossa Caixa/Recra | Ginásio Municipal Guaibê,, Guarujá |
| 13 de março de 1994 17:00 | 15            | Set 1 Set 2 Set 3 | 5 13 10           | Ginásio Municipal Guaibê,, Guarujá |

### Quarta partida
| 17 de março de 1994 21:00 TV Bandeirantes | Nossa Caixa/Recra | 1 — 3                   | ADBCN Guarujá | Ginásio da Cava do Bosque,Ribeirão Preto |
| 17 de março de 1994 21:00 TV Bandeirantes | 15 7 16           | Set 1 Set 2 Set 3 Set 4 | 9 4 15 14     | Ginásio da Cava do Bosque,Ribeirão Preto |

### Quinta partida
| 22 de março de 1994 20:10 TV Bandeirantes | Nossa Caixa/Recra | 3 — 1                   | ADBCN Guarujá | Ginásio da Cava do Bosque,Ribeirão Preto |
| 22 de março de 1994 20:10 TV Bandeirantes | 15 16 11 15       | Set 1 Set 2 Set 3 Set 4 | 8 14 15 11    | Ginásio da Cava do Bosque,Ribeirão Preto |